# Élections législatives de 1993 dans l'Ain
Les élections législatives françaises de 1993 se déroulent les 21 et 28 mars 1993. Dans le département de l'Ain, quatre députés sont à élire dans le cadre de quatre circonscriptions.

## Élus
| Circonscription | Député sortant | Parti | Parti     | Député élu ou réélu | Parti | Parti     |
| --------------- | -------------- | ----- | --------- | ------------------- | ----- | --------- |
| 1re             | Jacques Boyon  |       | RPR       | Jacques Boyon       |       | RPR       |
| 2e              | Lucien Guichon |       | RPR       | Lucien Guichon      |       | RPR       |
| 3e              | Charles Millon |       | UDF (PR)  | Charles Millon      |       | UDF (PR)  |
| 4e              | Michel Voisin  |       | UDF (CDS) | Michel Voisin       |       | UDF (CDS) |

## Positionnement des partis
Les candidats d'alliance RPR-UDF et divers droite se présentent sous la bannière de l'Union pour la France et ceux du Parti socialiste derrière l'Alliance des Français pour le Progrès. Par ailleurs, Les Verts et Génération écologie s'unissent sous l'étiquette Entente des écologistes.

## Résultats

### Résultats à l'échelle du département
| Parti          | Parti                                 | Premier tour | Premier tour | Second tour | Second tour | Sièges |
| Parti          | Parti                                 | Voix         | %            | Voix        | %           | Sièges |
| -------------- | ------------------------------------- | ------------ | ------------ | ----------- | ----------- | ------ |
|                | Union pour la démocratie française    | 48 702       | 25,60        | 31 627      | 24,85       | 2      |
|                | Rassemblement pour la République      | 43 260       | 22,74        | 53 144      | 41,76       | 2      |
|                | Union pour la France                  | 91 962       | 48,34        | 84 771      | 66,61       | 4      |
|                |                                       |              |              |             |             |        |
|                | Parti socialiste                      | 22 493       | 11,82        |             |             | 0      |
|                | Mouvement des radicaux de gauche      | 11 300       | 5,94         | 19 340      | 15,20       | 0      |
|                | Alliance des Français pour le progrès | 33 793       | 17,76        | 19 340      | 15,20       | 0      |
|                |                                       |              |              |             |             |        |
|                | Les Verts                             | 10 516       | 5,53         |             |             | 0      |
|                | Génération écologie                   | 8 680        | 4,56         | 0           |             |        |
|                | Entente des écologistes               | 19 196       | 10,09        |             |             | 0      |
|                |                                       |              |              |             |             |        |
|                | Front national                        | 28 212       | 14,83        | 23 145      | 18,19       | 0      |
|                | Parti communiste français             | 11 008       | 5,79         |             |             | 0      |
|                | Divers écologiste dont LT-LNÉ         | 4 759        | 2,50         | 0           |             |        |
|                | Extrême gauche dont LCR et LO         | 1 294        | 0,68         | 0           |             |        |
|                |                                       |              |              |             |             |        |
| Inscrits       | Inscrits                              | 303 192      | 100,00       | 232 018     | 100,00      | 4      |
| Abstentions    | Abstentions                           | 102 302      | 33,74        | 86 816      | 37,42       |        |
| Votants        | Votants                               | 200 890      | 66,26        | 145 202     | 62,58       |        |
| Blancs et nuls | Blancs et nuls                        | 10 666       | 5,31         | 17 946      | 12,36       |        |
| Exprimés       | Exprimés                              | 190 224      | 94,69        | 127 256     | 87,64       |        |

### Résultats par circonscription

#### Première circonscription (Bourg-en-Bresse)
| Candidat       | Candidat                    | Parti          | Premier tour | Premier tour | Second tour | Second tour |  |
| Candidat       | Candidat                    | Parti          | Voix         | %            | Voix        | %           |  |
| -------------- | --------------------------- | -------------- | ------------ | ------------ | ----------- | ----------- |  |
|                | Jacques Boyon sortant réélu | RPR (UPF)      | 21 779       | 46,47        | 27 069      | 58,33       |  |
|                | Pierre Fromont              | MRG (ADFP)     | 11 300       | 24,11        | 19 340      | 41,67       |  |
|                | Bernard Aulagne             | FN             | 4 816        | 10,28        |             |             |  |
|                | Marc de Antoni              | Les Verts (EÉ) | 4 620        | 9,86         |             |             |  |
|                | Lionel Mornet               | PCF            | 1 863        | 3,98         |             |             |  |
|                | Nicole Giret                | LT-LNÉ         | 1 193        | 2,55         |             |             |  |
|                | Yves Petiot                 | LO             | 720          | 1,54         |             |             |  |
|                | Jean-François Mortel        | LCR            | 574          | 1,22         |             |             |  |
|                | Jean-Claude Lefer           | Divers         | 0            | 0            |             |             |  |
|                |                             |                |              |              |             |             |  |
| Inscrits       | Inscrits                    | Inscrits       | 74 307       | 100,00       | 74 305      | 100,00      |  |
| Abstentions    | Abstentions                 | Abstentions    | 24 978       | 33,61        | 25 117      | 33,8        |  |
| Votants        | Votants                     | Votants        | 49 329       | 66,39        | 49 188      | 66,2        |  |
| Blancs et nuls | Blancs et nuls              | Blancs et nuls | 2 464        | 5            | 2 779       | 5,65        |  |
| Exprimés       | Exprimés                    | Exprimés       | 46 865       | 95           | 46 409      | 94,35       |  |

#### Deuxième  circonscription (Oyonnax)
| Candidat       | Candidat                     | Parti          | Premier tour | Premier tour | Second tour | Second tour |  |
| Candidat       | Candidat                     | Parti          | Voix         | %            | Voix        | %           |  |
| -------------- | ---------------------------- | -------------- | ------------ | ------------ | ----------- | ----------- |  |
|                | Lucien Guichon sortant réélu | RPR (UPF)      | 21 481       | 46,53        | 26 075      | 70,64       |  |
|                | Jean Alcaraz                 | FN             | 8 674        | 18,79        | 10 836      | 29,36       |  |
|                | Éliane Drut-Gorju            | PS (ADFP)      | 6 441        | 13,95        |             |             |  |
|                | Éric Gilbert                 | Les Verts (EÉ) | 5 896        | 12,77        |             |             |  |
|                | Georges Arpin                | PCF            | 3 674        | 7,96         |             |             |  |
|                |                              |                |              |              |             |             |  |
| Inscrits       | Inscrits                     | Inscrits       | 73 064       | 100,00       | 73 059      | 100,00      |  |
| Abstentions    | Abstentions                  | Abstentions    | 24 434       | 33,44        | 28 789      | 39,41       |  |
| Votants        | Votants                      | Votants        | 48 630       | 66,56        | 44 270      | 60,59       |  |
| Blancs et nuls | Blancs et nuls               | Blancs et nuls | 2 464        | 5,07         | 7 359       | 16,62       |  |
| Exprimés       | Exprimés                     | Exprimés       | 46 166       | 94,93        | 36 911      | 83,38       |  |

#### Troisième circonscription (Gex)
|                | Charles Millon sortant réélu | UDF (PR)       | 22 949 | 51,59  |  |  |  |
|                | Pierre Carroz                | PS (ADFP)      | 7 644  | 17,18  |  |  |  |
|                | Olivier Wyssa                | FN             | 5 519  | 12,41  |  |  |  |
|                | Albert Delavière             | GÉ (EÉ)        | 4 194  | 9,43   |  |  |  |
|                | Jean-Pierre Merlo            | PCF            | 2 655  | 5,97   |  |  |  |
|                | Jean-Michel Verd             | LT-LNÉ         | 1 524  | 3,43   |  |  |  |
|                |                              |                |        |        |  |  |  |
| Inscrits       | Inscrits                     | Inscrits       | 71 161 | 100,00 |  |  |  |
| Abstentions    | Abstentions                  | Abstentions    | 24 252 | 34,08  |  |  |  |
| Votants        | Votants                      | Votants        | 46 909 | 65,92  |  |  |  |
| Blancs et nuls | Blancs et nuls               | Blancs et nuls | 2 424  | 5,17   |  |  |  |
| Exprimés       | Exprimés                     | Exprimés       | 44 485 | 94,83  |  |  |  |

#### Quatrième circonscription (Miribel - Villars-les-Dombes)
| Candidat       | Candidat                    | Parti          | Premier tour | Premier tour | Second tour | Second tour |  |
| Candidat       | Candidat                    | Parti          | Voix         | %            | Voix        | %           |  |
| -------------- | --------------------------- | -------------- | ------------ | ------------ | ----------- | ----------- |  |
|                | Michel Voisin sortant réélu | UDF (CDS)      | 25 753       | 48,86        | 31 627      | 71,98       |  |
|                | André Clavel                | FN             | 9 203        | 17,46        | 12 309      | 28,02       |  |
|                | Michel Raymond              | PS (ADFP)      | 8 408        | 15,95        |             |             |  |
|                | Alain Moussel               | GÉ (EÉ)        | 4 486        | 8,51         |             |             |  |
|                | Christian Desmaris          | PCF            | 2 816        | 5,34         |             |             |  |
|                | Dominique Aubert            | LT-LNÉ         | 2 042        | 3,87         |             |             |  |
|                |                             |                |              |              |             |             |  |
| Inscrits       | Inscrits                    | Inscrits       | 84 660       | 100,00       | 84 654      | 100,00      |  |
| Abstentions    | Abstentions                 | Abstentions    | 28 638       | 33,83        | 32 910      | 38,88       |  |
| Votants        | Votants                     | Votants        | 56 022       | 66,17        | 51 744      | 61,12       |  |
| Blancs et nuls | Blancs et nuls              | Blancs et nuls | 3 314        | 5,92         | 7 808       | 15,09       |  |
| Exprimés       | Exprimés                    | Exprimés       | 52 708       | 94,08        | 43 936      | 84,91       |  |